# Hueyiatl
Hueyiatl är en ort i Mexiko.   Den ligger i kommunen Copalillo och delstaten Guerrero, i den sydöstra delen av landet, 170 km söder om huvudstaden Mexico City. Hueyiatl ligger 577 meter över havet och antalet invånare är 449.
Terrängen runt Hueyiatl är huvudsakligen kuperad, men söderut är den bergig. Hueyiatl ligger nere i en dal. Runt Hueyiatl är det ganska glesbefolkat, med 31 invånare per kvadratkilometer. Närmaste större samhälle är Copalillo, 17,4 km nordost om Hueyiatl. I omgivningarna runt Hueyiatl växer huvudsakligen savannskog.